# Askola
Askola és un municipi rural de Finlàndia situada a 66 km al nord-est de Hèlsinki. El poble més gran del municipi és Monninkylä amb 1.300 habitants.
Les aigües més significatives d'Askola inclouen el riu Porvoonjoki que flueix des del centre d'Askola entre Orimattila i Porvoo. A més, cinc àrees de roca han estat classificades com a valuoses nacionals; en un d'ells, Kirnukallio, hi ha els coneguts sots glacials d'Askola.
Askola és on va néixer l'escriptor, Johannes Linnankoski (1869–1913).